# Leonard Piotr Bielecki
Leonard Piotr Bielecki OFM (ur. 4 listopada 1980 we Włocławku) – franciszkanin, dziennikarz, prowincjał.

## Biografia
Piotr Bielecki urodził się we Włocławku 4 listopada 1980 roku. Pochodzi z Jarocina. W 1999 roku wstąpił do Zakonu Braci Mniejszych w Prowincji św. Franciszka w Poznaniu. Nowicjat odbył w klasztorze w Osiecznej, gdzie przyjął imię zakonne Leonard. Po studiach filozoficzno-teologicznych w seminarium duchownym swej macierzystej prowincji złożył uroczyste śluby zakonne 8 grudnia 2004 roku. Sakrament święceń kapłańskich otrzymał 20 maja 2006 roku. Następnie był katechetą w Liceum Ogólnokształcącym im. św. Marii Magdaleny w Poznaniu oraz duszpasterzem akademickim. Ukończył studia dziennikarskie i był wykładowcą w seminarium duchownym swojej prowincji. Od 2008 roku wraz z o. drem Franciszkiem Chodkowskim prowadził wideoblog „bez Sloganu”, współpracował również z Telewizją Trwam (codzienne katechezy „Pytasz i Wiesz” oraz „Ma Się Rozumieć”). W latach 2010–2011 publikował felietony na łamach „Przewodnika Katolickiego”. Był odpowiedzialnym za Centrum Medialne Prowincji. W 2022 został wybrany prowincjałem Prowincji Poznańskiej Braci Mniejszych.

## Wybrane publikacje
- 2009 – Bez sloganu: o Bogu, Kościele i wielu innych sprawach – krótko, jasno, spontanicznie i od serca, Kraków,  Wydawnictwo Esprit ISBN 978-83-60040-80-5 (razem z Jakubem Waszkowiakiem)

## Inne media

### Reżyseria i produkcja
- 2014 – Wiara bardzo krótkie rozmowy o bardzo ważnych sprawach (57 min, film edukacyjny), Poznań, Wydawnictwo Święty Wojciech ISBN 978-83-7516-777-1 (razem z Franciszkiem Chodkowskim)
- 2014 – Modlitwa bardzo krótkie rozmowy o bardzo ważnych sprawach (45 min, film edukacyjny), Poznań, Wydawnictwo Święty Wojciech ISBN 978-83-7516-778-8 (razem z Franciszkiem Chodkowskim)
- 2014 – Seksualność bardzo krótkie rozmowy o bardzo ważnych sprawach (53 min, film edukacyjny), Poznań, Wydawnictwo Święty Wojciech ISBN 978-83-7516-779-5 (razem z Franciszkiem Chodkowskim)
- 2015 – Grzech bardzo krótkie rozmowy o bardzo ważnych sprawach (45 min, film edukacyjny), Poznań, Wydawnictwo Święty Wojciech ISBN 978-83-7516-840-2 (razem z Franciszkiem Chodkowskim)
- 2015 – Spowiedź bardzo krótkie rozmowy o bardzo ważnych sprawach (55 min, film edukacyjny), Poznań, Wydawnictwo Święty Wojciech ISBN 978-83-7516-841-9 (razem z Franciszkiem Chodkowskim)
- 2015 – (Nie)śmiertelni bardzo krótkie rozmowy o bardzo ważnych sprawach (51 min, film edukacyjny), Poznań, Wydawnictwo Święty Wojciech ISBN 978-83-7516-873-0 (razem z Franciszkiem Chodkowskim)
- 2015 – Koniec czasów bardzo krótkie rozmowy o bardzo ważnych sprawach (51 min, film edukacyjny), Poznań, Wydawnictwo Święty Wojciech ISBN 978-83-7516-874-7 (razem z Franciszkiem Chodkowskim)